# Les Bario
 (décembre 2009).
Si vous disposez d'ouvrages ou d'articles de référence ou si vous connaissez des sites web de qualité traitant du thème abordé ici, merci de compléter l'article en donnant les références utiles à sa vérifiabilité et en les liant à la section « Notes et références ».
Pour les articles homonymes, voir Bario.
Les Bario ou à partir des années 1960 Les Bario's, est le nom de scène d'une famille de clowns italiens, installés en France au début du XXe siècle et ayant poursuivi leur carrière sous différentes formations dont des trios de clowns parmi lesquels on note la période où ils apparaissent à la télévision française durant les années 1960 et 1970.

## Dario et Bario
Dario et Manrico Meschi sont nés et sont morts à Livourne (Italie), Dario 1880-1962, Manrico 1888-1974. 
Dario embrasse le premier la carrière en débutant comme clown musical au théâtre Goldoni de Livourne. Il part ensuite s'installer en France et travaille au cirque Fratelli Leonard, à Paris. Il acquiert une certaine notoriété lorsqu'il est engagé en 1900 au cirque Medrano, où il joue en association avec Pierre Périer. Il entame ensuite une tournée en Amérique du Sud. À son retour, en 1902, il appelle son frère Manrico à le rejoindre pour une tournée en Turquie.
Après avoir tenté sans succès d'ouvrir son propre cirque, Dario s'associe de 1908 à 1910 avec Leonardo Ceratto (1870-1926), auguste « bégayeur ». Après la Première Guerre mondiale, il fait équipe pendant deux ans avec Leandre, à Medrano. On le voit aussi dans des trios de clowns, un type de formation inauguré peu de temps auparavant par les Fratellini.
En 1919, avec Manrico, il lance le duo Dario et Bario : Dario, le clown blanc élégant au sourire satanique, et Bario, l'auguste aux allures de pochard. Le duo fonctionne bien et s'agrandit plus tard en devenant Dario, Bario et compagnie, intégrant successivement Cratto, Félix Gontard, puis les clowns Coco et Rhum (respectivement Raoul Jouin et Enrico Sprocani), et plus tard encore, Willy, le fils de Dario, et Nello, Freddy et Tosca, les trois enfants de Bario.
Après la Seconde Guerre mondiale, Dario et Bario prennent leur retraite, Willy s'associe avec le clown Pipo. Freddy, Nello et Tosca Bario poursuivent leur carrière de leur côté.

## Les Bario
1. Freddy Bario (Alfredo Meschi, dit), clown pendant quelques années, puis auguste, né le 18 décembre 1922 à Bruxelles, mort le 10 juillet 1988 à Pantin, fils de Bario Meschi.
2. Henny Bario (Henny Sosman, dite), épouse de Freddy, magicienne, claquettiste et reine des marteaux musicaux, née le 23 juillet 1923, morte le 24 décembre 2011 à Bobigny. Henny est la fille de l'auguste Martin Sosman, oncle du clown Pipo (Gustave Joseph Sosman)[1].
3. Nello Bario (Léonello Meschi, dit) auguste bégayeur et acteur, fils de Bario Meschi, né le 28 août 1918 à Alingsås (Suède), mort le 8 décembre 1999 à Dammarie-les-Lys. Il commence sa carrière dans le duo Dario et Bario, en remplaçant un soir, au pied levé, son père tombé malade avant le spectacle.
4. Betty Bario (Beatrix Meschi), fille de Freddy et Henny. Madame Loyal, présentatrice, animatrice, née le 22 juillet 1945, à Paris,  morte à Villejuif, le 27 janvier 2017, dix ans après son frère.

Les Bario commencent leur carrière en 1958, ils font les beaux jours des émissions télévisées : 1, 2, 3 en piste !, le jeudi après-midi, les très nombreuses émissions de Jean Nohain, de Gilbert Richard et Gabrielle Sainderichin et le club Dorothée… À ses débuts, Gilbert Richard a été le « faire-valoir » des Dario-Bario, alors qu'il était Monsieur Loyal au cirque Amar en 1947.

## Tony Bario
Tony Bario, chef d'orchestre, compositeur, arrangeur, fantaisiste musical et instrumentiste, fils de Freddy Bario et Henny Sosman, dirige l'orchestre du Cirque d'hiver Bouglione, à partir de 1999. Il meurt le 26 avril 2007, à l'âge de 53 ans, des suites d'une longue maladie.